# Gießen (região)
Gießen é uma região administrativa (Regierungsbezirke) da Alemanha. A sua capital é a cidade de Gießen.

## Subdivisões administrativas
A região de Gießen está dividida em cinco distritos (kreise):
1. Gießen, capital: Gießen
2. Distrito do Lano-Dill (Lahn-Dill-Kreis), capital: Wetzlar
3. Limburgo-Veilburgo (Limburg-Weilburg), capital: Limburgo do Lano
4. Marburgo-Biedenkopf (Marburg-Biedenkopf), capital: Marburgo
5. Distrito do Vogelsberg (Vogelsbergkreis), capital: Lauterbach